# Крагулево
Крагулево (болг. Крагулево) — село в Болгарии. Находится в Добричской области, входит в общину Добричка. Население составляет 79 человек.

## Политическая ситуация
Крагулево подчиняется непосредственно общине и не имеет своего кмета.
Кмет (мэр) общины Добричка — Петко Йорданов Петков (Болгарская социалистическая партия) по результатам выборов в правление общины.